# Дизахарид
Дизахарид или биоза е въглехидрат образуван от два монозахарида претърпели реакция на кондензация, тоест отделяне на молекула вода от две от функционалните групи (гликозидна и/или хидроксилна). Както монозахаридите, така и дизахаридите са разтворими във вода, имат сладък вкус и се наричат захари. 
'Дизахарид' е един от четирите химични класа на въглехидратите – монозахарид, дизахарид, олигозахарид и полизахарид.

## Класификация
Съществуват два типа дизахариди: редуциращи и нередуциращи. При редуциращите единият монозахарид е редуциращ и е със запазена свободна хемиацетална структура. При нередуциращите и двата монозахарида са встъпили в реакцията на кондензация с гликозидната си група и нито един няма свободна хемиацетална структура. Целобиоза и малтоза са примери за редуциращи дизахариди, докато захароза (домашна захар) и трехалоза са нередуциращи.

## Образуване
Дизахаридите се образуват, когато два монозахарида се свържат чрез гликозидна връзка и се отдели молекула вода (процес, наречен кондензация). Например млечната захар (лактоза) е изградена от глюкоза и галактоза, а захарозата от глюкоза и фруктоза.

## Свойства
Гликозидна връзка може да се формира от коя да е от хидроксилните групи на монозахарида. Така, даже двата компонента на дизахарида да са еднакви (напр. глюкоза) в зависимост от хидроксилната група участваща във връзката както и в зависимост от нейната стереометрия (alpha- или beta-) се получават различни диастереомери с различни химични и физични свойства.

## Основни дизахариди
| Дизахарид                 | мономер 1 | мономер 2 | връзка  |
| Захароза (сукроза, захар) | глюкоза   | фруктоза  | α(1→2)β |
| Лактулоза                 | галактоза | фруктоза  | β(1→4)  |
| Лактоза (млечна захар)    | галактоза | глюкоза   | β(1→4)  |
| Малтоза                   | глюкоза   | глюкоза   | α(1→4)  |
| Трехалоза                 | глюкоза   | глюкоза   | α(1→1)α |
| Целобиоза                 | глюкоза   | глюкоза   | β(1→4)  |

Малтозата и целобиозата са хидролизни продукти на полизахаридите скорбяла и целулоза.
По-рядко срещани дизахариди: :
| Дизахариди    | мономери                    | връзка                             |
| Коджибиоза    | два глюкозни мономера       | α(1→2)                             |
| Нигероза      | два глюкозни мономера       | α(1→3)                             |
| Изомалтоза    | два глюкозни мономера       | α(1→6)                             |
| β,β-Трехалоза | два глюкозни мономера       | β(1→1)β                            |
| α,β-Трехалоза | два глюкозни мономера       | α(1→1)β                            |
| Софороза      | два глюкозни мономера       | β(1→2)                             |
| Ламинарибиоза | два глюкозни мономера       | β(1→3)                             |
| Гентиобиоза   | два глюкозни мономера       | β(1→6)                             |
| Тураноза      | глюкоза и фруктоза          | α(1→3)                             |
| Малтулоза     | глюкоза и фруктоза          | α(1→4)                             |
| Палатиноза    | глюкоза и фруктоза          | α(1→6)                             |
| Гентиобиулоза | глюкоза и фруктоза          | β(1→6)                             |
| Манобиоза     | два манозни мономера        | α(1→2), α(1→3), α(1→4), или α(1→6) |
| Мелибиоза     | галактоза и глюкоза         | α(1→6)                             |
| Мелибиулоза   | галактоза и фруктоза        | α(1→6)                             |
| Рутиноза      | a рамноза и глюкоза         | α(1→6)                             |
| Рутинулоза    | рамноза и фруктоза          | β(1→6)                             |
| Ксилобиоза    | два ксилопиранозни мономера | β(1→4)                             |